# Mark Sehested
Pour les articles homonymes, voir Pedersen.
Mark Sehested Pedersen (né le 6 novembre 1991 à Kalundborg) est un coureur cycliste danois.

## Biographie
Il met un terme à sa carrière cycliste à l'issue de la saison 2017.

## Palmarès et résultats

### Palmarès par année
- 2007
  - Circuit Het Volk débutants
- 2008
  -  Champion du Danemark du contre-la-montre par équipes juniors
- 2012
  - 4e étape de l'An Post Rás
  - 2e du championnat du Danemark du contre-la-montre par équipes
- 2013
  -  Champion du Danemark du contre-la-montre par équipes
- 2014
  -  Champion du Danemark du contre-la-montre par équipes
  - 3e du Fyen Rundt
- 2015
  -  Champion du Danemark du contre-la-montre par équipes
  - Classement général de la Post Cup
  - 3e du Tour of Yancheng Coastal Wetlands
- 2016
  -  Champion du Danemark du contre-la-montre par équipes
- 2017
  - 3e du championnat du Danemark du contre-la-montre par équipes

### Classements mondiaux
| Année           | 2012 | 2013 | 2014 | 2015 | 2016 | 2017   |
| --------------- | ---- | ---- | ---- | ---- | ---- | ------ |
| UCI Asia Tour   |      |      |      | 163e |      |        |
| UCI Europe Tour | 709e |      |      |      |      | 1 633e |